# Янус-киназа 1
 JAK1  — тирозинкиназа человека, необходимая для сигнализации  некоторых цитокинов типа I и типа II. Он взаимодействует с гамма-цепью (γ)  рецепторов цитокинов типа I, чтобы вызвать сигналы от семейства рецепторов IL-2 (например, IL-2R , IL-7R , IL-9R и IL-15R ), семейством рецепторов IL-4 (например, IL-4R и IL-13R), семейством рецепторов gp130 (например, IL-6R, IL-11R, LIF-R, ОSМ-R, рецептором кардиотрофина 1 (СТ-1R), рецептором цилиарного нейротрофического фактора (CNTF -R), рецептором нейротрофина-1 (NNТ-1R) и лептина-R). Он также важен для трансдукции сигнала от интерферонов типа I (IFN-α/β) и типа II (IFN-γ) и членов IL-10 с помощью семейства рецепторов цитокинов типа II. JAK1 играет решающую роль в инициировании ответов для нескольких основных семейств рецепторов цитокинов. Потеря JAK1 летальна для новорожденных мышей, возможно из-за трудностей с сосанием молока. Экспрессия JAK1 в раковых клетках заставляет отдельные клетки сокращаться, потенциально позволяя им сбегать из опухолей и метастазов в другие части тела.

## Взаимодействия
Янускиназа 1, как было выявлено, взаимодействует с:
- ELP2,[4]
- GNB2L1 [5]
- IL6ST,[6][7][8]
- Grb2,[9][10]
- IL2RB,[11][12][13][14][15]
- IRS1,[16][17]
- IL10RA,[11][18]
- PTPN11,[19][20]
- STAM2,[21][22]
- STAT3,[23][24]
- STAT5A,[25]
- STAT5B,[25] и
- TNFRSF1A.[26][27]